# Première dame ou Premier gentilhomme du Mexique

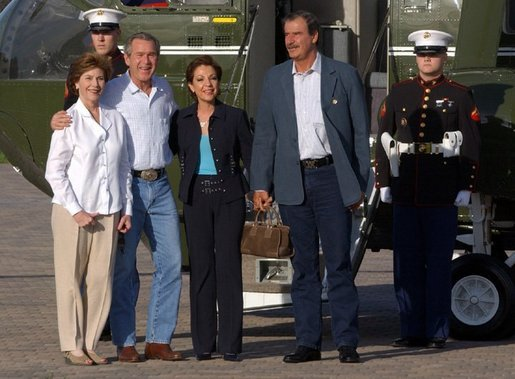
Laura, Bush, Fox et Martha Sahagun

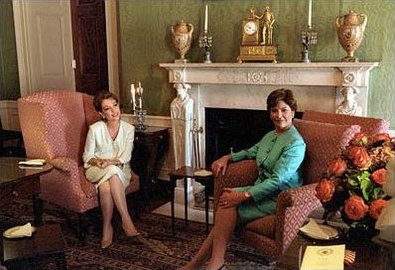
Laura Bush et Martha Sahagun

La Première dame ou le Premier gentilhomme du Mexique (en espagnol : Primera Dama o Primero caballero de México), est le titre officieux donné à l'épouse ou l'époux du président du Mexique. 

## Liste des Premières dames et Premiers gentilhommes
| Première dame                          | Épouse du Président         | Mandat    |
| -------------------------------------- | --------------------------- | --------- |
| Carmen Romero Rubio (es)               | Porfirio Díaz               | 1884-1911 |
| Virginia Salinas de Carranza           | Venustiano Carranza         | 1917-1920 |
| Clara Oriol de la Huerta               | Adolfo de la Huerta         | 1920-1920 |
| María Tapia de Obregón                 | Álvaro Obregón              | 1920-1924 |
| Natalia Chacón de Elías                | Plutarco Elías Calles       | 1924-1928 |
| Carmen García de Portes                | Emilio Portes Gil           | 1928-1930 |
| Josefina Ortiz                         | Pascual Ortiz Rubio         | 1930-1932 |
| Aída Sullivan de Rodríguez             | Abelardo L. Rodríguez       | 1932-1934 |
| Amalia Solórzano de Cárdenas           | Lázaro Cárdenas             | 1934-1940 |
| Soledad Orozco de Ávila                | Manuel Ávila Camacho        | 1940-1946 |
| Beatriz Velasco de Alemán              | Miguel Alemán Valdés        | 1946-1952 |
| María de los Dolores Izaguirre de Ruiz | Adolfo Ruiz Cortines        | 1952-1958 |
| Eva Sámano de López                    | Adolfo López Mateos         | 1958-1964 |
| Guadalupe Borja de Díaz Ordaz          | Gustavo Díaz Ordaz          | 1964-1970 |
| María Esther Zuno de Echeverría        | Luis Echeverría             | 1970-1976 |
| Carmen Romano de López Portillo        | José López Portillo         | 1976-1982 |
| Paloma Cordero de la Madrid            | Miguel de la Madrid         | 1982-1988 |
| Cecilia Occelli de Salinas             | Carlos Salinas de Gortari   | 1988-1994 |
| Nilda Patricia Velasco de Zedillo      | Ernesto Zedillo             | 1994-2000 |
| Marta Sahagún de Fox                   | Vicente Fox                 | 2000-2006 |
| Margarita Zavala                       | Felipe Calderón             | 2006-2012 |
| Angélica Rivera                        | Enrique Pena Nieto          | 2012-2018 |
| Beatriz Gutiérrez Müller               | Andrés Manuel López Obrador | 2018-2024 |
| Jesús María Tarriba                    | Claudia Sheinbaum           | 2024-     |